# Ratno zrakoplovstvo Kraljevine Jugoslavije
Ratno zrakoplovstvo Kraljevine Jugoslavije osnovano je 1918. godine tijekom Kraljevine Srba, Hrvata i Slovenaca (od 1929. Kraljevina Jugoslavija). Postojalo je do kapitulacije Jugoslavije 1941. godine nakon Travanjskog rata.

## Formiranje
Zrakoplovstvo su na početku sačinjavale srpske zrakoplovne eskadrile s dodanim osobljem iz drugih jugoslavenskih krajeva i zarobljenim sredstvima iz austrougarskog zrakoplovstva. 
Početkom 1919. formirana je Zrakoplovna komanda u Novom Sadu gdje se nalazila jedna eskadrila i pilotska škola. Po jedna eskadrila je razmještena u Sarajevo, Zagreb i Skopje a po odjeljenje u Mostar i Ljubljanu.
S novom podjelom 1919. osnovane su 4 zrakoplovne oblasne komande u Sarajevu, Skopju, Zagrebu i Novom Sadu. Iduće godine osnovano je Odjeljenje za zrakoplovstvo pri Vojnom Ministarstvu. Zrakoplovna komanda u Novom Sadu je preimenovana u 1. zrakoplovnu komandu s lovačkim eskadrilama, izviđačkom školom, školom za rezervne oficire (đačkom četom), a Zrakoplovna komanda u Mostaru u 2. zrakoplovnu komandu s pilotskom školom. Osim ove dvije komande, svakoj vojsci je pridodana jedna eskadrila. U Novom Sadu (Petrovaradinu) osnovan je zrakoplovni arsenal.
Od 1922. zrakoplovstvo se dijelilo na izviđačko, lovačko, bombardersko i balonstvo. Do 1921. formirane su i škole za stručnu obuku kadrova, pilotska i izviđačka u Novom Sadu (za časnike), pilotska u Mostaru (za podčasnike), 1921. škola za rezervne zrakoplovne časnike u Valjevu i mehaničarska škola za podčasnike u Petrovaradinu.

## Razvoj

### Razvoj od 1923. do 1939. godine
U 1923. hidro-zrakoplovstvo je izdvojeno i stavljeno pod komandu Odjeljenja za mornaricu, a Zrakoplovni arsenal je promijenio ime u Zrakoplovno-tehnički zavod.
1925. godine je u Novom Sadu formirana Komanda zrakoplovno-stručnih škola.
1927. je osnovana Komanda zrakoplovstva u rangu vojne oblasti. Tada su od 1. i 2. zrakoplovne komande i zrakoplovne oblasne komande formirani pukovi mješovitog sastava od 2-3 zrakoplovne grupe.
1930. pukovi postaju dijelovi mješovitih zrakoplovnih brigada s 2 do 3 puka. 
1937. godine dolazi do podjele letačkih od ne letačkih jedinica i osnivaju se zrakoplovne baze kao formacije za opskrbu i materijalno-tehničku podršku. Tako su postojale zrakoplovne baze 1. reda za zrakoplovni puk, 2. ili 3. reda za zrakoplovnu grupu ili posebnu postrojbu.
1936. do 1937. godine je dio osoblja iz pomorskog zrakoplovstva izvršio obuku za mehaničare, električare i radio operatere radi više stručnosti. Poslije 1938. dio dočasnika se kvalificirao u mehaničare u Zrakoplovnoj školi Divulje. Nastava letača bila je usmjerena na tehniku pilotiranja a taktička obuka je bila zapostavljena. Teorijsko usavršavanje časnika se svodilo na zimsku nastavu.
Uredba o formaciji zrakoplovstva iz 1939. predviđala je stvaranje Stožera komande zrakoplovstva vojske (Glavni stožer, ađutantsko i tehničko odjeljenje, meteorološka služba, intendantura i komanda stana), Zrakoplovstva vrhovne komande, Zrakoplovstva vojski (stožer i izviđačka grupa od 2 eskadrile za svaku vojsku) i Pomoćnog zrakoplovstva. Tijekom tog razdoblja zrakoplovstvo dobiva novu opremu iz zemlje i inozemstva.
U relativno kratkom razdoblju postojanja, RZ Kraljevine Jugoslavije je nabavljalo tada suvremene zrakoplove, te je pred Drugi svjetski rat nabavljalo tada najsuvremenije njemačke lovačke avione Messerschmitt Bf 109 i prilično dobre britanske Hawker Hurricane, te suvremene lake bombardere britanske, talijanske i njemačke proizvodnje. Broj tih zrakoplova će ae kasnije pokazati nedovoljnim za suočavanjem s moćnim zrakoplovstvima Njemačke i Italije, kada RZ Kraljevine Jugoslavije nije moglo računati na pomoć neke velike savezničke sile.
Narudžbama od jugoslavenskih dobavljača Zmaj, Ikarus i Rogožarski nastojalo se razviti domaću industriju, koja je uspijevala proizvesti manji broj letjelica zadovoljavajućih osobina.

### Razdoblje do Travanjskog rata 1941. godine
U zrakoplovstvu je od starijih aviona Bregueta 19 i Poteza-25 formirano 7 divizijskih grupa s po dvije eskadrile, po jedna za svaku vojnu oblast kopnene vojske. Za potrebe Vrhovne komande formirana je 2. samostalna zrakoplovna izviđačka grupa. Formiran je i novi 2. lovački zrakoplovni puk opremljen avionima Messerschmitt Bf 109 i Hawker Hurricane. Od 1. i 7. bombarderskog zrakoplovnog puka formirana je 4. bombarderska zrakoplovna brigada a iz 1. brigade u Mostar je poslana 81. samostalna bombarderska grupa. Od transportnih, lakih, sanitetskih i aviona za vezu počelo je formiranje pomoćnog zrakoplovstva, ali do Travanjskog rata nije dovršeno. 1940. u Pančevu je formirana Zrakoplovna vojna akademija.
Uređenje zračne obrane gradova, garnizona i prometnica završeno je početkom 1940. godine. Postrojbe za protuzračnu obranu bile su predviđene samo u ratu. Naoružanje je za tadašnje prilike bilo suvremeno ali ga nije bilo dovoljno. Zrakoplovstvo vrhovne komande imalo je dvije divizije protuavionskih topova M-37 od 75 mm a svaka vojna oblast imala je jednan divizijun protuavionskih M-37 topovima od 75 mm ili M-36 od 76,5 mm te četu s reflektorima. Svako divizijun imaao je mitraljesku četu sa 6 protuavionskih mitraljeza M-38 od 15 mm. Obrana od desanta počela se organizirati od 16. svibnja 1940. godine kad su u svakom garnizonu obučena jurišna odjeljenja, jačine od voda do bataljona.
U zrakoplovstvu su u lipnju 1940. aktivirane 4 zrakoplovne brigade i pozvani obveznici ali su već u kolovozu deaktivirane. Poslije talijanskog bombardiranja Bitolja u studenom 1940. godine,  aktivirani su svi lovački pukovi. U ožujku 1941. aktivirane su i ostale zrakoplovne jedinice. Neke od njih prešle su na ratne aerodrome do 27. ožujka 1941. godine. 
Mobilizacija nije proglašena sve do njemačkog napada ali je 30. ožujka izdano naređenje za opće aktiviranje. Do početka Travanjskog rata jedinice zrakoplovstva i PZO bile su potpuno mobilizirane.

## Avioni u službi RZKJ do travnja 1941. godine
| Avion                      | Količina | Tip                        | Porijeklo              |
| -------------------------- | -------- | -------------------------- | ---------------------- |
| Messerschmitt Bf 109E      | 61       | Lovac                      | Treći Reich            |
| Hawker Hurricane Mk.I      | 44       | Lovac                      | Ujedinjeno Kraljevstvo |
| Hawker Fury Mk.II          | 30       | Lovac                      | Ujedinjeno Kraljevstvo |
| Avia BH-33                 | 5        | Školski lovac              | Čehoslovačka           |
| Ikarus IK 2                | 8        | Lovac                      | Kraljevina Jugoslavija |
| Rogožarski IK-3            | 6        | Lovac                      | Kraljevina Jugoslavija |
| Potez 63                   | 2        | Lovac                      | Francuska              |
| Dornier DO-17K             | 70       | Bombarder                  | Treći Reich            |
| Bristol Blenheim Mk.I      | 47       | Bombarder                  | Ujedinjeno Kraljevstvo |
| Bristol Blenheim Mk.I      | 11       | Izviđački                  | Ujedinjeno Kraljevstvo |
| Savoia Marcetti SM-79      | 40       | Bombarder                  | Kraljevina Italija     |
| Caproni Ca.310             | 12       | Višenamjenski, školski     | Kraljevina Italija     |
| Messerschmitt Bf 108       | 13       | Višenamjenski, školski     | Treći Reich            |
| Breguet 19                 | 120      | Izviđački/Višenamjenski    | Francuska              |
| Potez 25                   | 120      | Izviđački/Višenamjenski    | Francuska              |
| Fieseler Fi 156            | 10       | Višenamjenski              | Treći Reich            |
| Bücker Bü 131 Jungmann     | 60       | Školski                    | Treći Reich            |
| Dornier DO-WAL leteći brod | 10       | Pomorski izviđač/bombarder | Treći Reich            |
| Dornier DO-22 hidroavion   | 12       | Pomorski izviđač/bombarder | Treći Reich            |
| SIM-XIV hidroavion         | 15       | Izviđački                  | Kraljevina Jugoslavija |
| SIM-XII                    | 12       | Školski                    | Kraljevina Jugoslavija |
| SIM-X                      | 21       | Školski                    | Kraljevina Jugoslavija |
| Rogozarski PVT             | 64       | Školski                    | Kraljevina Jugoslavija |
| Rogozarski R-100           | 25       | Školski lovac              | Kraljevina Jugoslavija |
| Zmaj Fizir FN              | 20       | Školski                    | Kraljevina Jugoslavija |
| Zmaj Fizir FP.2            | 23       | Višenamjenski, školski     | Kraljevina Jugoslavija |
| Avia-Fokker AF.39          | 2        | Višenamjenski, transportni | Čehoslovačka           |